# Velha Esquerda
A Velha Esquerda (em inglês:  Old Left) era a extrema-esquerda anterior à década de 1960 no mundo ocidental, os primeiros movimentos esquerdistas ou marxistas que frequentemente adotavam uma abordagem mais vanguardista da justiça social e se concentravam principalmente na sindicalização e nas questões de classe social no Ocidente. Geralmente, a Velha Esquerda, ao contrário da Nova, focava mais em questões econômicas do que culturais.

## Política social
Ao contrário da Nova Esquerda, a Velha Esquerda coloca menos ênfase em questões sociais como aborto, drogas, feminismo, direitos dos homossexuais, papéis de gênero, imigração e abolição da pena de morte. Desde meados da década de 1970 com o advento de movimentos revisionistas como o Eurocomunismo (e mais cedo na Anglosfera, a Nova Esquerda), alguns partidos da extrema esquerda no Ocidente começaram a adotar os direitos homossexuais da Nova Esquerda como parte de sua plataforma enquanto partidos no Oriente, como o Partido Comunista da Grécia e o Partido Comunista da Federação Russa, rejeitaram esse movimento e continuam a se concentrar exclusivamente na classe trabalhadora como a Velha Esquerda. O partido votou contra o Projeto de Lei de Parcerias Civis proposto pelo Syriza, respondendo: "Com a formação de uma sociedade socialista-comunista, um novo tipo de parceria será indubitavelmente formado – uma relação heterossexual relativamente estável e reprodução".
Militant era um grupo trotskista de entrismo sui generis no Partido Trabalhista do Reino Unido, baseado no jornal Militant lançado em 1964. De acordo com Michael Crick, sua política foi influenciada por Karl Marx, Friedrich Engels, Vladimir Lenin e Leon Trotsky e "praticamente mais ninguém". O Militant foi citado como um exemplo de oposição de esquerda ao feminismo e às iniciativas dos direitos dos homossexuais dentro do movimento operário no início dos anos 1980, especificamente no contexto da reação ao apoio financeiro dado a grupos de direitos dos homossexuais pelo Conselho da Grande Londres sob a liderança de Ken Livingstone. Enquanto o Militant estava presente nas seções femininas do Partido Trabalhista, alegando que quarenta delegadas compareceram à conferência feminina do Partido Trabalhista em 1981, ele se opôs ao feminismo que declarava que os homens eram o inimigo ou a causa da opressão das mulheres.

### Imigração
A Velha Esquerda às vezes assumiu uma postura hostil à imigração, promovendo políticas que preservassem a homogeneidade étnica do país. O primeiro-ministro australiano John Curtin, que fazia parte do Partido Trabalhista Australiano, reforçou a Política da Austrália Branca e disse o seguinte em sua defesa: "Este país permanecerá para sempre o lar dos descendentes daquelas pessoas que vieram aqui em paz para estabelecer nos mares do sul um posto avançado da raça britânica." Arthur Calwell, outro político da Velha Esquerda que liderou o Partido Trabalhista Australiano na década de 1960, defendeu fortemente a Política da Austrália Branca e disse o seguinte: "Tenho orgulho de minha pele branca, assim como um chinês se orgulha de sua pele amarela, um japonês de sua pele sua pele morena, e os índios de vários matizes, do preto ao café. Qualquer um que não tenha orgulho de sua raça não é um homem. E qualquer homem que tenta estigmatizar a comunidade australiana como racista porque quer preservar este país para a raça branca está causando grande dano à nossa nação ... Rejeito, em consciência, a ideia de que a Austrália deva ou possa se tornar uma sociedade multirracial e sobreviver." Os membros trabalhistas de esquerda perceberam a imigração irrestrita como uma manobra dos proprietários para reduzir os salários, resultando na liderança dos sindicatos frequentemente cética em relação à imigração expandida.
Ainda em 2015, Bernie Sanders criticou as fronteiras abertas como uma "proposta dos irmãos Koch", embora mais tarde ele tenha mudado para uma posição mais da Nova Esquerda, receptiva à imigração.

### Homossexualidade
Líderes e intelectuais comunistas assumiram muitas posições diferentes sobre questões de direitos LGBT. Marx e Engels escreveram pouco sobre o assunto; Marx, em particular, raramente comentou sobre a sexualidade em geral. Escrevendo para Assuntos Políticos, Norman Markowitz escreve: "Aqui, para ser franco, encontra-se em Marx uma recusa em entreter o assunto e em Engels uma hostilidade aberta aos indivíduos envolvidos". Isso ocorre porque, em particular, Engels criticou a homossexualidade masculina e a relacionou com a pederastia grega antiga, dizendo que "[os gregos antigos] caíram na prática abominável da sodomia [Knabenliebe, que significa 'amor entre meninos' ou pederastia] e degradaram tanto seus deuses quanto a si mesmos com o mito de Ganímedes". Engels também disse que o movimento pró-pederasta "não pode deixar de triunfar. Guerre aux cons, paix aus trous-de-cul [guerra contra os idiotas, paz para os imbecis] agora será o slogan". Engels também se referiu ao Dr. Karl Boruttau como um Schwanzschwule ("gay desprezível") em particular.
A Encyclopedia of Homosexuality é inequívoca sobre a visão de Marx e Engels sobre a homossexualidade, afirmando no volume 2: "Pode haver pouca dúvida de que, tanto quanto eles pensaram sobre o assunto, Marx e Engels eram pessoalmente homofóbicos, como mostrado por uma amarga troca de cartas em 1869 sobre Jean-Baptiste von Schweitzer, um rival socialista alemão. Schweitzer havia sido preso em um parque por acusações morais e Marx e Engels não apenas se recusaram a se juntar a um comitê que o defendia, mas também recorreram à forma mais barata de humor de banheiro em seus comentários privados sobre o caso".
Em 1933, Josef Stalin adicionou o Artigo 121 a todo o código criminal da União Soviética, que tornou a homossexualidade masculina um crime punível com até cinco anos de prisão com trabalhos forçados. A razão exata para o Artigo 121 está em alguma disputa entre os historiadores. As poucas declarações oficiais do governo feitas sobre a lei tendiam a confundir homossexualidade com pedofilia e estavam ligadas à crença de que a homossexualidade era praticada apenas entre fascistas ou a aristocracia. A lei permaneceu intacta até depois da dissolução da União Soviética e foi revogada em 1993. Às vezes, os homens homossexuais eram negados como membros ou expulsos de partidos comunistas em todo o mundo durante o século XX, já que a maioria dos partidos comunistas seguia os precedentes sociais estabelecidos pela União Soviética.
O Ocidente era menos dependente das ideias soviéticas. Notáveis membros gays ocidentais de partidos comunistas incluíam Mark Ashton, fundador de Lesbians and Gays Support the Miners e defensor dos direitos LGBT, um membro do Partido Comunista da Grã-Bretanha; e Harry Hay, ativista dos direitos dos gays, defensor dos direitos trabalhistas, ativista dos direitos civis dos nativos americanos, fundador da Mattachine Society, cofundador da Gay Liberation Front de Los Angeles e membro do Partido Comunista dos Estados Unidos.
O Partido dos Socialistas da República da Moldávia é um partido que se opõe fortemente aos direitos LGBT na Moldávia e trabalha com movimentos nacionalistas, de direita e religiosos para combater a "promoção do vício espalhado com a ajuda dos EUA na Moldávia". O Partido Comunista da Federação Russa apoiou uma lei anti-gay em 2013.

## Transformação na Nova Esquerda
A Nova Esquerda surgiu primeiro entre intelectuais dissidentes e grupos universitários no Reino Unido e mais tarde ao lado de campi nos Estados Unidos e no bloco ocidental.
O teórico crítico alemão Herbert Marcuse é referido como o "Pai da Nova Esquerda". Marcuse rejeitou a teoria da luta de classes e a preocupação marxista com o trabalho. De acordo com Leszek Kołakowski, Marcuse argumentou que, uma vez que "todas as questões da existência material foram resolvidas, os comandos e proibições morais não são mais relevantes". Ele considerava a realização da natureza erótica do homem como a verdadeira libertação da humanidade, que inspirou as utopias de Jerry Rubin e outros.
Entre 1943 e 1950, Marcuse trabalhou no serviço do governo dos Estados Unidos para o Office of Strategic Services (antecessor da Central Intelligence Agency) e criticou a ideologia do Partido Comunista da União Soviética no livro Soviet Marxism: A Critical Analysis (1958). Após seus estudos, nas décadas de 1960 e 1970, ele se tornou conhecido como o preeminente teórico da Nova Esquerda e dos movimentos estudantis da Alemanha Ocidental, França e Estados Unidos.

## Partidos que subscrevem a Velha Esquerda

### Irlanda
- Partido dos Trabalhadores da Irlanda

### Espanha
- Partido Comunista dos Povos da Espanha

### Bélgica
- Partido Comunista da Bélgica (1989)

### França
- Partido Comunista Francês
- Polo de Renascimento Comunista em França

### Chipre
- Partido Progressista do Povo Trabalhador

### Noruega
- Partido Comunista da Noruega

### Dinamarca
- Partido Social-Democrata

### Países Baixos
- Partido Socialista

### Alemanha
- A Esquerda
- Partido Comunista da Alemanha

### Grécia
- Partido Comunista da Grécia
- SYRIZA[30]

### Eslováquia
- Direção - Social-Democracia
- Voz - Social-Democracia

### Portugal
- Partido Comunista Português

### Itália
- Pátria e Constituição
- Partido Comunista
- Partido dos CARC

### Rússia
- Partido Comunista da Federação Russa
- Comunistas da Rússia
- Rússia Justa

### Bielorrússia
- Partido Republicano do Trabalho e da Justiça
- Partido Comunista da Bielorrússia

### Cazaquistão
- Partido Popular do Cazaquistão

### Geórgia
- Partido Comunista da Geórgia
- Partido Comunista da Ossétia do Sul
- Partido Comunista da Abecásia

### Quirguistão
- Partido dos Comunistas do Quirguistão

### Tajiquistão
- Partido Socialista do Tajiquistão
- Partido Comunista do Tajiquistão

### Moldávia
- Partido dos Socialistas da República da Moldávia
- Partido dos Comunistas da República da Moldávia

### Polônia
- Partido Comunista Polonês

### Bulgária
- Partido Socialista Búlgaro
- Partido dos Comunistas Búlgaros

### Hungria
- Partido dos Trabalhadores da Hungria

### República Tcheca
- Partido Comunista da Boêmia e Morávia

### Albânia
- Partido Comunista da Albânia
- Partido Socialista da Albânia

### Romênia
- Partido Social-Democrata
- Partido Comunitário da Romênia

### Reino Unido
- Partido dos Trabalhadores da Grã-Bretanha
- Blue Labour

### Suécia
- Partido Comunista